# Elsa Beskow
Elsa Beskow (Estocolmo, 11 de fevereiro de 1874 - Djursholm, 30 de junho de 1953) foi uma autora sueca de livros infantis, cuja obra continua a ser extremamente popular. Escrevia e ilustrava as suas obras com belas aquarelas.
Elsa Beskow aliava a sua intenção de educar à sua capacidade de ver o mundo pelos olhos das crianças. Muitos dos seus contos relatam aventuras idílicas passadas na Natureza e acontecimentos místicos com duendes e outras figuras imaginárias. As crianças são apresentadas como seres bondosos, ordeiros e corajosos. O mundo encantado de Elsa Beskow continua vivo e apelante, com as suas cores e matizes claros.

## Algumas obras de Elsa Beskow
- Sagan om den lilla, lilla gumman, 1897 (História da mulher muito pequenina)
- Puttes äventyr i blåbärsskogen, 1901 (Aventuras de Putte na floresta das bagas azuis)
- Tomtebobarnen, 1910 (Os meninos da casa do Duende)
- Tant Grön, tant Brun och tant Gredelin, 1918 (A Tia Verde, a Tia Castanha e a Tia Roxa)
- Tant Bruns födelsedag, 1925 (O aniversário da Tia Castanha)
- Petter och Lotta på äventyr, 1929 (As aventuras de Petter e Lotta)
- Hattstugan, 1930 (A cabana-chapéu)
- Solägget, 1932 (O ovo do Sol)
- Sagan om den nyfikna abborren, 1933 (História do peixe curioso)
- Duktiga Annika, 1941 (A menina Annika)
- Farbror Blås nya båt, 1942 (O novo barco do Tio Azul)
- Petter och Lottas jul, 1947 (O Natal de Petter e Lotta)